# 흔들림 없는 것 하나
〈흔들림 없는 것 하나〉(일본어: ゆるぎないものひとつ 유루기나이모노히토츠[*])는 일본의 음악 유닛 B'z의 41번째 싱글이다.

## 개요
〈ARIGATO〉 이후, B'z의 싱글은 디지팩 사양이었지만 이 싱글로 다시 플라스틱 케이스로 돌아갔다. 싱글로는 처음으로 이 CD를 수납하기 위한 상자(슬리브 케이스와는 다름)이 들어 있다.
15번째 음반 《MONSTER》에서는 2곡 모두 수록됐다. 싱글 수록곡이 모두가 정규 음반에 수록된 것은 《LADY-GO-ROUND》 이래로 16년만이다.

## 참가 음악가
- 마츠모토 타카히로: 기타, 전체 작곡 · 편곡
- 이나바 코시: 보컬, 전체 작사 · 편곡
- 토쿠나가 아키히토: 베이스, 전체 편곡
- 셰인 갈라스: 드럼
- 토쿠나가 토모미: 스트링스(#1)
- TAMA MUSIC Strings: 스트링스(#1)

## 수록곡
1. 흔들림 없는 것 하나(ゆるぎないものひとつ) (4:37)
B'z로는 지금까지 거의 사용한 적이 없는 코드 진행이나 통기타가 전면에 나와있다. 또한, 극장판 중에서는 인트로가 다른 버전이 되어있다. 이나바는 마츠모토의 연주하고 있는 기타 솔로를 절찬하고 있다. 로스앤젤레스 교외에 있는 바스케스 록스 군립 공원(en:Vasquez Rocks)에서 촬영된 PV는 1절~큰 후렴구까지의 것 밖에 보이지 않는다. CM에서는 이 PV가 사용되며, 그 중에 이나바와 마츠모토가 서로 껴안은 장면이 사용됐지만, 실제 PV에서는 미수록이 되어있다. 마츠모토의 기타 솔로 장면은 밤의 다운 타운의 미야코 호텔의 옥상에서 촬영됐다. 처음은 해질녘에 촬영 예정이었고 이동중 정체에 말려들었기 때문에 밤에서의 촬영이 됐다는 에피소드가 있다. 덧붙여서 〈흔들림 없는 것 하나〉란, 자신들 B'z를 가리키고 있다. 베스트 음반 《B'z The Best "ULTRA Treasure"》에 25위에 랭크인해서 수록됐다.
2. 피에로(ピエロ) (3:14)
웃음거리인 피에로의 도피행을 그리고 있다. 카미키 아야의 싱글 〈피에로〉는 일부 가사를 변경해서 커버한 것이다.
베스트 음반 《B'z The Best "ULTRA Treasure"》에서는 〈흔들림 없는 것 하나〉를 웃도는 18위에 랭크인해서 수록됐다.

## 타이업
- 도호배급 영화 《명탐정 코난: 탐정들의 진혼가》 주제가 (#1)
- “이로멜로믹스/도완고” TVCM 음악 (#2)

## 라이브 영상 작품
흔들림 없는 것 하나
- B'z LIVE-GYM 2006 "MONSTER'S GARAGE"
- B'z LIVE in 난바
- B'z LIVE in 난바 2006 & B'z SHOWCASE 2007 -19- at Zepp Tokyo

피에로
- B'z LIVE-GYM 2006 "MONSTER'S GARAGE"
- B'z LIVE in 난바
- B'z LIVE in 난바 2006 & B'z SHOWCASE 2007 -19- at Zepp Tokyo

| 극장판 《명탐정 코난: 탐정들의 진혼가》 주제가 |                             |                                                                  |
| 이전 곡: ZARD 〈여름을 기다리는 돛처럼〉       | B'z 〈흔들림 없는 것 하나〉 | 다음 곡: 아이우치 리나&사에구사 유카 〈7대양을 건너는 바람처럼〉 |